# Chir
Chir est une commune de la wilaya de Batna en Algérie.

## Géographie

### Situation
Le territoire de la commune de Chir est situé au sud-est de la wilaya de Batna.
| Bouzina | Bouzina,Teniet El Abed | Teniet El Abed |
| Bouzina | Chir                   | Tighanimine    |
| Menaa   | Menaa                  | Menaa          |

### Localités de la commune
La commune de Chir est composée de 24 localités :
- Aïn Boudihba
- Akhrib
- Allaloune
- Chir
- Cité école Chir
- Draa Anane
- Draa Ben Amara
- El Chirane
- Ghizal
- Medour
- Medroune
- Nouader Inférieur
- Nouader Supérieur
- Ouhrikez
- Rebia
- Same
- Sinane
- Taghit
- Talmet
- Teniet El Matahna
- Tikherchouine
- Tissekifine
- Tleth Medaine
- Zitouna

## Histoire

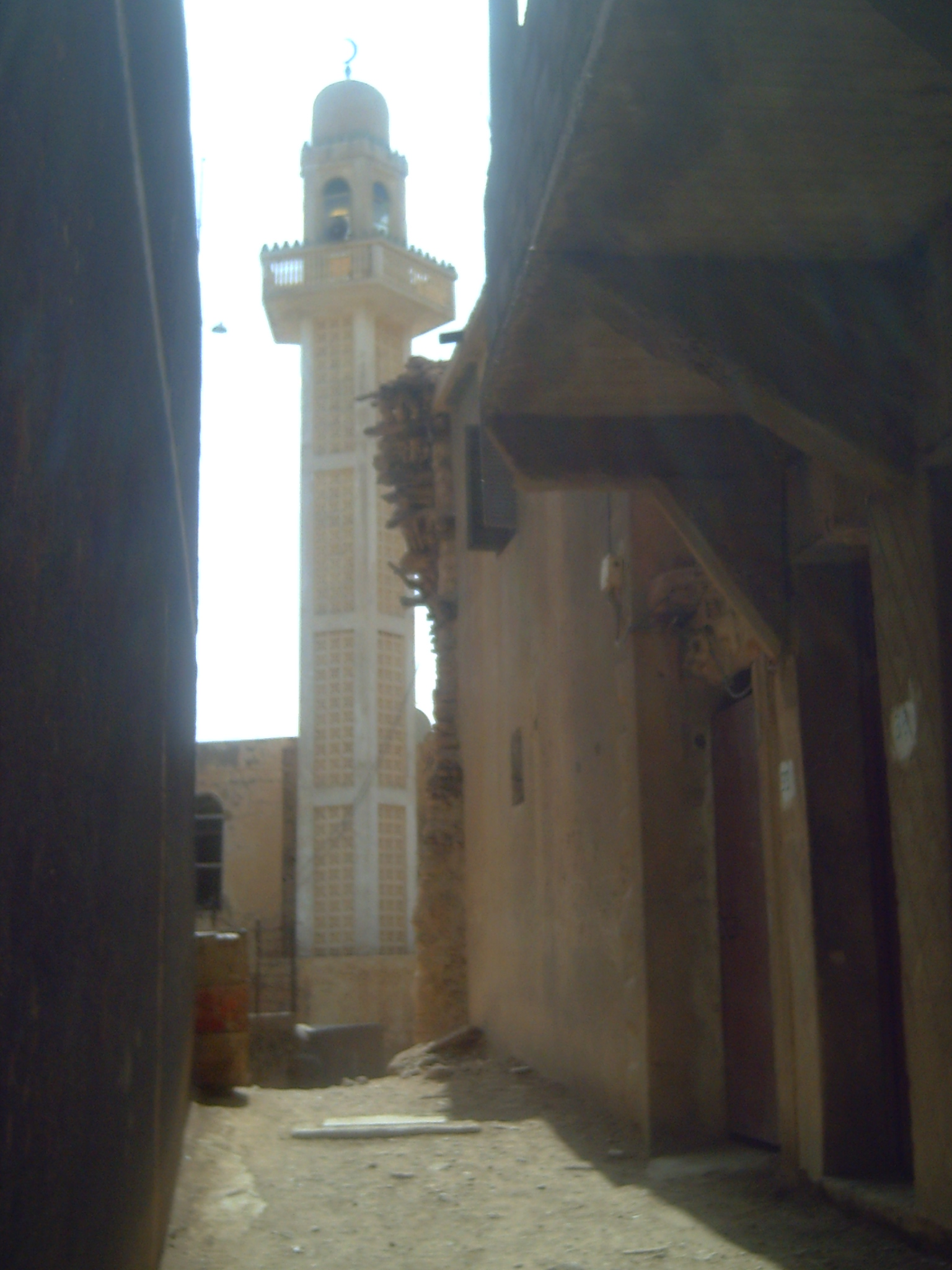
Mosquée de Chir

Jusqu'en 1988, la commune de Chir s'appelait Nouader.